# National Board of Review Awards 2001
La 73ª edizione dei National Board of Review Awards si è tenuta il 7 gennaio 2002.

## Classifiche

### Migliori dieci film
- L'uomo che non c'era (The Man Who Wasn't There), regia di Joel Coen ed Ethan Coen
- In the Bedroom, regia di Todd Field
- Monster's Ball - L'ombra della vita (Monster's Ball), regia di Marc Forster
- Moulin Rouge!, regia di Baz Luhrmann
- Mulholland Drive, regia di David Lynch
- Memento, regia di Christopher Nolan
- La promessa (The Pledge), regia di Sean Penn
- Black Hawk Down - Black Hawk abbattuto (Black Hawk Down), regia di Ridley Scott
- Ocean's Eleven - Fate il vostro gioco (Ocean's Eleven), regia di Steven Soderbergh
- A.I. - Intelligenza artificiale (A.I. Artificial Intelligence), regia di Steven Spielberg

### Migliori film stranieri
- Amores perros, regia di Alejandro González Iñárritu
- Il favoloso mondo di Amélie (Le fabuleux destin d'Amélie Poulain), regia di Jean-Pierre Jeunet
- Disperato aprile (Abril despedaçado), regia di Walter Salles
- Dark Blue World (Tmavomodrý svět), regia di Jan Svěrák
- No Man's Land, regia di Danis Tanović

## Premi
- Miglior film: Moulin Rouge!, regia di Baz Luhrmann
- Miglior film straniero: Amores perros, regia di Alejandro González Iñárritu
- Miglior documentario: The Endurance: Shackleton's Legendary Antarctic Expedition, regia di George Butler
- Miglior attore: Billy Bob Thornton (Monster's Ball - L'ombra della vita, L'uomo che non c'era e Bandits)
- Miglior attrice: Halle Berry (Monster's Ball - L'ombra della vita)
- Miglior attore non protagonista: Jim Broadbent (Moulin Rouge! e Iris - Un amore vero)
- Miglior attrice non protagonista: Cate Blanchett (The Man Who Cried - L'uomo che pianse, The Shipping News - Ombre dal profondo e Il Signore degli Anelli - La Compagnia dell'Anello)
- Miglior cast: L'ultimo bicchiere (Last Orders), regia di Fred Schepisi
- Miglior performance rivelazione maschile: Hayden Christensen (L'ultimo sogno)
- Miglior performance rivelazione femminile: Naomi Watts (Mulholland Drive)
- Miglior regista: Todd Field (In the Bedroom)
- Miglior regista esordiente: John Cameron Mitchell (Hedwig - La diva con qualcosa in più)
- Miglior sceneggiatura: Rob Festinger e Todd Field (In the Bedroom)
- Miglior film d'animazione: Shrek, regia di Andrew Adamson e Vicky Jenson
- Miglior film realizzato per la tv via cavo: La forza della mente (Wit), regia di Mike Nichols
- Premio alla carriera: Jon Voight
- Premio Billy Wilder per l'eccellenza nella regia: Steven Spielberg
- Riconoscimento speciale per il filmmaking: Peter Jackson (Il Signore degli Anelli - La Compagnia dell'Anello)
- Premio speciale per la scenografia: Grant Major (Il Signore degli Anelli - La Compagnia dell'Anello)
- Premio alla carriera per la composizione musicale: John Williams
- Humanitarian Award: Arthur Cohen
- Premio William K. Everson per la storia del cinema: Martin Scorsese per Il mio viaggio in Italia
- Riconoscimento per la libertà di espressione:
  - Baran, regia di Majid Majidi
  - Jung in the Land of the Mujaheddin, regia di Fabrizio Lazzaretti e Alberto Vendemmiati
  - Viaggio a Kandahar (Safar e' Ghandehar), regia di Mohsen Makhmalbaf
- Riconoscimento speciale per l'eccellenza nel filmmaking (in ordine alfabetico del titolo originale):
  - Anniversary Party (The Anniversary Party), regia di Jennifer Jason Leigh e Alan Cumming
  - I segreti del lago (The Deep End), regia di Scott McGehee e David Siegel
  - Diamond Men, regia di Dan Cohen
  - Ghost World, regia di Terry Zwigoff
  - Happy Accidents, regia di Brad Anderson
  - Iris - Un amore vero (Iris), regia di Richard Eyre
  - Lantana, regia di Ray Lawrence
  - L.I.E, regia di Michael Cuesta
  - Piñero, regia di Leon Ichaso
  - Sexy Beast - L'ultimo colpo della bestia (Sexy Beast), regia di Jonathan Glazer